# Série des Parlements de Londres
La série des Parlements de Londres est un ensemble de dix-neuf tableaux réalisé par le peintre impressionniste Claude Monet entre 1900 et 1904. Tous les tableaux mesurent à peu près la même taille (environ 81 cm sur 92 cm) et adoptent le même point de vue. 

## Contexte
Monet, qui avait déjà visité Londres en 1870-1871, effectue un premier séjour de six semaines à Londres en septembre 1899. Il descend au Savoy Hotel qui offre une vue spectaculaire sur la Tamise et le sud de Londres. Il revient dans le même hôtel pour deux autres séjours, en février et mars 1900 et de janvier à mars 1901. Au cours de ses séjours, il peint le pont de Waterloo, tôt le matin, au lever du soleil, puis le pont de Charing Cross, dans l'après midi. C'est au cours de son second séjour qu'il aurait commencé à peindre le Parlement de Londres, vu depuis le St Thomas' Hospital en fin d'après midi et au coucher du soleil. Les premières toiles de la série sont réalisées sur place, mais il la poursuit jusqu'en 1904, de retour en France, notamment d'après des photographies prises sur place.

## Lieux de conservation
Parmi les 19 tableaux connus de la série, 14 sont détenus par des institutions publiques.

## Liste
La liste suivante présente différentes versions du Parlement de Londres.
| Titre                                                                                           | Cat. Rais. | Musée                                                            | Ville                 | Pays       | Année     | Illus.                                                             |
| ----------------------------------------------------------------------------------------------- | ---------- | ---------------------------------------------------------------- | --------------------- | ---------- | --------- | ------------------------------------------------------------------ |
| Londres, le Parlement, effet de soleil dans le brouillard (W 1596) 81 × 92 cm                   | W 1596     | Collection privée                                                |                       |            | 1904      |                                                                    |
| Le Parlement, effet de soleil (W 1597) 81,3 × 92,1 cm                                           | W 1597     | Brooklyn Museum                                                  | New York              | États-Unis | 1903      |                                                                    |
| Le Parlement de Londres, soleil couchant (W 1598) 81 × 92 cm                                    | W 1598     | National Gallery of Art                                          | Washington            | États-Unis | 1903      |                                                                    |
| Le Parlement de Londres, symphonie en rose (W 1599) 82 × 92,5 cm                                | W 1599     | Pola Museum of Art                                               | Hakone                | Japon      | 1900      |                                                                    |
| Sans titre, surnommée Le Parlement de Londres (W 1600) 81 × 92 cm                               | W 1600     | Art Institute of Chicago                                         | Chicago               | États-Unis | 1900-1901 |                                                                    |
| Le Parlement, effet de brouillard dit aussi Le Parlement, symphonie en bleu (W 1601) 81 × 92 cm | W 1601     | High Museum of Art                                               | Atlanta               | États-Unis | 1903      |                                                                    |
| Le Parlement de Londres (W 1602) 80 × 91 cm                                                     | W 1602     | Kaiser Wilhelm Museum                                            | Krefeld               | Allemagne  | 1904      |                                                                    |
| Le Parlement, soleil couchant (W1603) 82 × 93 cm                                                | W 1603     | Collection particulière, vente Christie's 2015                   |                       |            | 1902      | "Houses of Parliament, Sunset" (1900-1901) by Claude Monet (W1603) |
| Le Parlement, soleil couchant (W 1604) 81 × 92 cm                                               | W 1604     | Hasso Plattner collection, Musée Barberini vente Christie's 2022 | Potsdam               | Allemagne  | 1900-1903 |                                                                    |
| Le Parlement de Londres. Ciel d'orage (W 1605) 81 × 92 cm                                       | W 1605     | Palais des Beaux-Arts                                            | Lille                 | France     | 1904      |                                                                    |
| Londres. Le Parlement. Reflets sur la Tamise (W 1606) 81 × 92 cm                                | W 1606     | Musée Marmottan Monet                                            | Paris                 | France     | 1905      |                                                                    |
| Le Parlement, coucher de soleil (W 1607) 81 × 92 cm                                             | W 1607     | Kunsthaus                                                        | Zurich                | Suisse     | 1904      |                                                                    |
| Le Parlement de Londres, effet de brouillard 81 × 92 cm                                         | W 1608     | Musée d'art moderne André Malraux                                | Le Havre              | France     | 1903      |                                                                    |
| Londres, le Parlement (Effet de brouillard) (W 1609) 81 × 92 cm                                 | W 1909     | Metropolitan Museum of Art                                       | New York              | États-Unis | 1903-1904 |                                                                    |
| Londres, le Parlement. Trouée de soleil dans le brouillard (W 1610) 81 × 92 cm                  | W 1610     | Musée d'Orsay                                                    | Paris                 | France     | 1904      |                                                                    |
| Le Parlement, effet de Brouillard (W 1611) 83 × 93 cm                                           | W 1611     | Museum of Fine Arts                                              | St. Petersburg (FL)   | États-Unis | 1903      |                                                                    |
| Le Parlement, mouettes (W 1612) 81 × 92 cm                                                      | W 1612     | Musée d'art de l'université de Princeton                         | Princeton, New Jersey | États-Unis | 1903      |                                                                    |
| Le Parlement, les Mouettes (W 1613) 81 × 92 cm                                                  | W 1613     | Musée Pouchkine                                                  | Moscou                | Russie     | 1904      |                                                                    |